# Église Saint-Martin de Précy-Saint-Martin
L'église Saint-Martin est une église située à Précy-Saint-Martin, en France.

## Localisation
L'église est située sur la commune de Précy-Saint-Martin, dans le département français de l'Aube.

## Historique
L'édifice est inscrit au titre des monuments historiques en 1986.